# Bob Ross
Robert Norman Ross, més conegut com Bob Ross   (Daytona Beach, 29 d'octubre de 1942 - Orlando, 4 de juliol de 1995), va ser un pintor, professor d'art i presentador de televisió estatunidenc. Va ser el creador i presentador de The Joy of Painting (traduïble al català com "El plaer de pintar"), un programa de televisió educatiu en el qual realitzava diferents pintures a l'oli en viu, mostrant diverses tècniques. Es va emetre als Estats Units entre 1983 i 1994, per la PBS i també va ser emès al Canadà, Amèrica Llatina i Europa. Amb una veu suau i un pentinat arrissat molt característic, Ross va passar dea ser una personalitat televisiva dels anys 80 i 90 a convertir-se pòstumament en una celebritat entre els usuaris de YouTube i altres plataformes d'internet.

## Biografia

### Joventut
Ross va néixer a Daytona Beach, Florida, i es va criar a Orlando, Florida. Tenia un germanastre, Jim, a qui esmentava de tant en tant en el seu programa. Mentre treballava de fuster amb el seu pare, Ross va perdre part del seu dit índex esquerre, encara que aquest incident no va alterar la forma en què subjectava la paleta mentre pintava.

### Carrera militar
Ross es va allistar en la Força Aèria dels Estats Units als divuit anys d'edat, on va servir com a tècnic a càrrec dels registres mèdics. Amb el temps va arribar a tenir rang de sergent major i va servir com a sergent primer en la Clínica de la Base de la Força Aèria Eielson, a Alaska, on va veure per primera vegada la neu i les muntanyes que més tard es convertirien en temes recurrents de la seva obra. Durant els seus breus recessos laborals, es dedicava a pintar i crear obres d'art que venia més tard i així va desenvolupar una tècnica de pintura ràpida. En tenir una posició militar de poder que l'obligava a ser, en les seves paraules, «un tipus exigent i difícil, […] qui t'obliga a netejar latrines, fer el llit, el tipus que et crida per cada retard», Ross va decidir que si abandonava l'exèrcit no tornaria a ser aquest tipus de persona.

### Vida personal
Ross va tenir dos fills. Va tenir el seu primer fill, Robert Steven, amb Lynda Brown, la seva primera esposa; de qui es va divorciar el 1981. Es va casar novament, aquesta vegada amb Jane Ross, que va morir dos anys abans que ell morís de càncer en 1995. Amb la seva darrera esposa també va tenir un fill, Morgan, que és al seu torn un pintor d'èxit.

### Carrera en televisió
The Joy of Painting es va emetre en la cadena pública estatunidenca (PBS) des del 1983 fins al 1995. Ross ensenyava als teleespectadors a pintar a l'oli diferents escenes de la naturalesa. Cada episodi durava mitja hora. Al principi de cada episodi comptava els colors que anava a necessitar i començava a pintar sobre una superfície prèviament preparada. Acostumava a pintar escenes de llacs, rius i arbres, clarament inspirades per la seva estada a Alaska quan era membre de la Força Aèria. Utilitzava la tècnica de pintura humit sobre humit. En ocasions, els seus seguidors li enviaven els quadres que pintaven inspirats per ell. En els crèdits del programa apareixia el nom de Bill Alexander, la persona que li va ensenyar a pintar. Bob utilitzava diminutius i adjectius alegres per a referir-se a les seves pintures, com Happy little trees (Petits arbres feliços) o Pretty little mountains (Petites muntanyes boniques). A més, feia sorolls estranys amb l'argument que si es pintava sense fer-los, el traç no sortiria bé. Desitjava als espectadors que fessin happy painting (pintures felices), i que no es preocupessin pels happy accidents (accidents feliços) - enlloc de titllar-los d'errors.
La revista Mental Floss va preguntar pels quadres que havia pintat durant totes les temporades que el programa va estar en antena; resultant en què els havia donat a les sucursals que la cadena tenia arreu del país, i que aquestes acostumaven a subhastar-les per recaptar diners.

### Malaltia i mort
Ross va ser diagnosticat d'un limfoma a principis de 1990. Va continuar quatre anys més al capdavant del programa, fins que la malaltia el va obligar a retirar-se. L'últim programa de The Joy of Painting es va emetre el 17 de maig de 1994. Va morir a l'edat de 52 anys el 4 de juliol de 1995 a New Smyrna Beach, Florida. Les seves restes estan enterrades en el Woodlawn Memorial Park de Gotha, Florida.

## Bob Ross en la cultura popular
Bob Ross va esdevenir una figura de culte i ha sigut homenatjat en diversos programes de televisió, sèries, pel·lícules i dibuixos animats:
- Apareix a Family Guy, a l'episodi 15 minutes of shame.[12]
- Google va celebrar el 70è aniversari del seu naixement amb un Doodle el 29 d'octubre de 2012.[13]
- El videojoc SMITE va incloure una skin alternativa de Bob Ross per a un dels personatges del joc.[14]
- A la pel·lícula d'animació En Ralph destrueix internet es fa una imitació de Bob Ross.
- A Deadpool, el personatge encarnat per Ryan Reynolds fa una paròdia del pintor.[8]
- En la sèrie Euphoria, el personatge de Lexi (interpretada per Maude Apatow) es disfressa de Bob Ross per a una festa de Halloween.[15]
- El 2021, en la 13a edició del talent show RuPaul’s Drag Race, la concursant Utica va fer la seva pròpia versió drag de Bob Ross en la prova Snatch Game.[16]

## Polèmica legal
L'any 2021, es va filmar un documental per Netflix (Bob Ross: Happy Accidents, Betrayal & Greed) dedicat al pintor, en el qual va sortir a la llum que el matrimoni Kowalski, socis de Bob Ross i la seva dona en els negocis de l'artista, posseïen la marca comercial "Bob Ross", fet que el fill gran de Ross va descobrir anys després de la seva mort, quan l'impediren utilitzar el nom per una línia de pinzells i pintures.
El presentador va crear la societat Bob Ross Inc, on ell, la seva dona Jane, Annette i Walt Kowalski participaven amb el 25% cadascun. Els estatuts de la societat establien que, després de la mort d'un dels socis, els supervivents es repartirien alíquotament la seva porció. Amb la mort de Jane Ross, Bob va quedar en minoria i, quan ell també va morir, la totalitat dels bens i drets de la societat van quedar en mans dels Kowalski.
Vint-i-sis anys després de la mort de Bob, els Kowalski seguien rebent tots els ingressos corresponents als drets d'autor de Ross, sense que els fills de Ross tinguin opció a reclamar-los judicialment.